# Andrey Finonchenko
Andrey Yuryevich Finonchenko - em cazaque e russo, Андрей Юрьевич Финонченко (Qarağandı, 21 de junho de 1982) é um ex-futebolista cazaque que atuava como atacante.

## Carreira
Finonchenko jogou toda sua carreira no Shakhter Karagandy, onde inicialmente atuava como lateral-esquerdo. Em 16 temporadas vestindo a camisa dos Mineiros (foi promovido ao elenco principal em 2000, mas não jogou nenhuma vez pelo Campeonato Cazaque, sendo utilizado apenas em 2 partidas da Copa do Cazaquistão), disputou 346 partidas (é o segundo jogador com mais jogos disputados) e marcou 103 gols (vice-artilheiro no geral). Contabilizando todas as competições em que o Shakhter participou, o atacante entrou em campo 413 vezes e fez 131 gols no total.
Pelo Campeonato Cazaque, foi campeão em 2011 e 2012, além de ter vencido a Copa do Cazaquistão e a Supercopa nacional em 2013. Anunciou sua aposentadoria em fevereiro de 2017, permanecendo até hoje no Shakhter, onde foi auxiliar-técnico e treinador interino até 2019, quando foi promovido a diretor-esportivo da equipe.
Em sua homenagem, o Shakhter decidiu aposentar a camisa 14.

## Seleção Cazaque
Entre 2003 e 2014, Finonchenko atuou em 20 partidas pela Seleção Cazaque, tendo feito 5 gols.

## Títulos
- Campeonato Cazaque: 2011 e 2012
- Copa do Cazaquistão: 2013
- Supercopa do Cazaquistão: 2013

### Individuais
- Artilheiro do Campeonato Cazaque: 2003 (18 gols)
- Futebolista do ano do Cazaquistão: 2013